# Rovira (Chiriquí)
Rovira es un corregimiento del distrito de Dolega en la provincia de Chiriquí, República de Panamá. La localidad tiene 1.925 habitantes (2010).